# Andrea Riccardi
Andrea Riccardi (ur. 16 stycznia 1950 w Rzymie) – włoski historyk, wykładowca akademicki, założyciel Wspólnoty Sant’Egidio. Od 2011 do 2013 minister współpracy społecznej krajowej i międzynarodowej w rządzie Mario Montiego.

## Życiorys
W czasie nauki w szkole średniej w 1968 założył w jednym z rzymskich kościołów katolicką Wspólnotę św. Idziego, której członkowie spotykali się na wspólnych modlitwach i organizowali pomoc potrzebującym. Organizacja stopniowo zaczęła się rozrastać, w 2012 według własnych danych liczyła około 50 tys. wolontariuszy działających w ponad 70 krajach na czterech kontynentach, zajmuje się wdrażaniem międzynarodowych projektów na rzecz pokoju i pojednania. Z jej ramienia Andrea Riccardi brał udział w różnych negocjacjach pokojowych w trakcie wojen domowych m.in. w Mozambiku.
Z wykształcenia jest historykiem, specjalizującym się w historii nowożytnej. Został profesorem na Università degli Studi Roma Tre i La Sapienza oraz na Uniwersytecie w Bari. W 2003 znalazł się na liście 36 „współczesnych bohaterów Europy” tygodnika „Time”.
16 listopada 2011 objął stanowisko ministra współpracy społecznej krajowej i międzynarodowej w rządzie, na czele którego stanął Mario Monti. Urząd ten sprawował do 28 kwietnia 2013.

## Publikacje
Andrea Riccardi jest autorem publikacji naukowych z zakresu historii i religii (w tym poświęconych Piusowi XII). Spośród jego książek na język polski przełożone zostały:
- Stulecie męczenników. Świadkowie wiary XX wieku (Klub dla Ciebie, Warszawa 2001),
- Bóg się nie boi. Moc Ewangelii w zmieniającym się świecie (Edycja Świętego Pawła, Częstochowa 2006),
- Jan Paweł II. Biografia (Edycja Świętego Pawła, Częstochowa 2014).

## Odznaczenia i wyróżnienia
- Krzyż Wielki Orderu Zasługi Republiki Włoskiej (2003)[5]
- Oficer Legii Honorowej (2002)[6]
- Nagroda Karola Wielkiego (2009)[7]
- tytuł doktora honoris causa nadany m.in. przez Katolicki Uniwersytet Lubelski (2008)